# 坎布里亞鎮區 (堪薩斯州薩林縣)
坎布里亞鎮區（英語：Cambria Township）是位於美國堪薩斯州薩林縣的一個行政鎮區。

## 地方資料
坎布里亞鎮區的面積為92.67平方千米，當中陸地面積為92.58平方千米，而水域面積為0.09平方千米。根據2010年美國人口普查的數據，當地共有人口433人，而人口密度為每平方千米4.67人。

## 外部連結
- US-Counties.com
- City-Data.com （页面存档备份，存于）